# Plavajoča vejica
Predstavitev v plavajoči vejici je za računalnik prilagojena različica znanstvenega zapisa, s katero se v tehniki in znanosti rešuje omejitev obsega števil, ki se jih lahko predstavi s fiksno vejico. V splošnem:
{\displaystyle m\,r^{e}\!\,,}
kjer je:
- {\displaystyle m\!\,} – mantisa,
- {\displaystyle r\!\,} – baza in
- {\displaystyle e\!\,} – eksponent.

Vloga eksponenta je, da pove, kje je decimalna vejica. S spreminjanjem vrednosti eksponenta se vejica pomika (plava) vzdolž leve in desne, od tod tudi ime plavajoča vejica. Kjer se namesto decimalne vejice kot ločilo rabi decimalna pika, plavajoči vejici odgovarja premična pika.
Eksponent in mantisa sta predstavljena kot dve števili s fiksno vejico. Za bazo je v praksi najbolj razširjeno število 2, čeprav je možno izbrati poljubno število. Mantisa in eksponent sta predstavljena z isto bazo, zato da je pomik mantise za eno mesto v desno ali levo enak spremembi eksponenta za 1.
V računalniku je baza {\displaystyle r\!\,} konstanta tako, da je vrednost določena le s parom {\displaystyle (m,e)\!\,}, ki sta predznačeni števili v fiksni vejici. Točnost števila predstavljenega v plavajoči vejici je odvisna od števila bitov namenjenih za mantiso. Največje in najmanjše število pa je odvisno od števila bitov namenjenih za eksponent.
Še vedno pa se lahko z {\displaystyle n\!\,} biti predstavi le {\displaystyle 2^{n}\!\,} števil. Razlika je da se v plavajoči vejici lahko predstavi tudi ulomke, torej realna števila. Razporeditev števil na intervalu {\displaystyle -R\!\,} do {\displaystyle +R\!\,} je bolj gosta če je interval majhen, torej manj bitov namenjenih za eksponent in več za mantiso, če pa se poveča število bitov za eksponent in zmanjša število bitov za mantiso, so števila razporejena redkeje na intervalu. Iracionalnih števil se ne da predstaviti v plavajoči vejici.

## Normalizirana oblika
Števila morajo biti za lažje računanje predstavljena enolično, najbolje je, da je predstavitev taka, da je računanje najbolj točno. Število je normalizirano, ko je del levo od decimalne vejice v mantisi brez ničel. Torej prva številka mantise mora biti različna od nič.
Pomemben je dogovor o legi decimalne oziroma dvojiške vejice. Večina uporabnikov uporablja:
- vejica pred prvo številko mantise,
- vejica za prvo številko mantise,
- vejica je desno od zadnje številke mantise, oziroma je za mantiso (celo število).

## Predstavitev ničle
Ničla je predstavljena z mantiso 0 in eksponentom kot najmanjšim možnim številom, saj se je izkazalo da je to najboljša rešitev pri aritmetiki, kjer bi moral biti rezultat 0 in se zaradi zaokroževanja zgodi, da je to le zelo majhno negativno število.

## Podrobnejša predstavitev
Mantisa je v predstavitvi predznak in velikost eksponent je v predstavitvi z odmikom, zato so pozitivna števila urejena po velikosti, tako da se jih da primerjati z istimi ukazi kot cela števila.

## Točnost
Najbolj pogosta sta dva formata:
- enojna točnost, po navadi 32 bitna
- dvojna točnost, po navadi 64 bitna.

S tem da je dvojna točnost bolj točna, ni pa nujno da dvakrat bolj.
Problem različnih predstavitev števil v plavajoči vejici lahko povzroči da na dveh različnih računalnikih isti program napisan v višje nivojskem jeziku lahko da različne rezultate. Te razlike so lahko tudi precej velike, kar je zelo nepriročno. To težavo so rešili v okviru organizacije IEEE in so predlagali standard za aritmetiko s plavajočo vejico. Sprejet je bil leta 1985 pod oznako IEEE 754 in ga danes uporablja večina sodobnih računalnikov.